# Al-Bakri (Mondkrater)
Al-Bakri ist ein kleiner Mondkrater am nordwestlichen Rand des Mare Tranquillitatis, westnordwestlich des auffallenden Kraters Plinius. Er liegt südlich der östlichen Ausläufer der Gebirgskette der Montes Haemus, die das Mare Serenitatis im Norden begrenzen. In seinem Süden verlaufen die Rimae Maclear.
Al-Bakri ist kreisrund und schüsselförmig und zeigt einen kleinen Kraterboden im Mittelpunkt der abfallenden Innenwände.
Der Krater wurde als Tacquet A bezeichnet, ehe er von der IAU seinen jetzigen Namen
nach dem spanisch-arabischen Geographen und Geschichtsschreiber Abu Abdullah Al-Bakri erhielt.

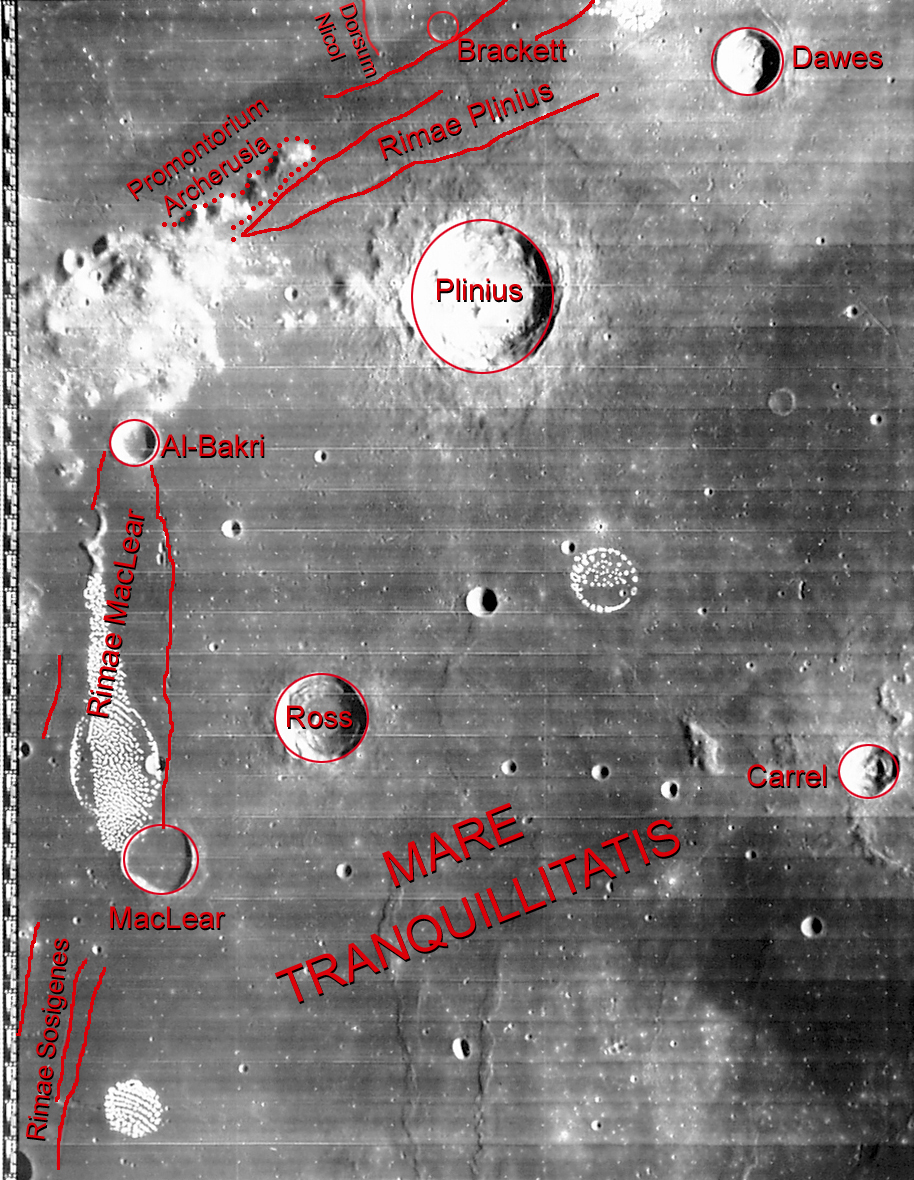
Umgebung von Al-Bakri